# Laetitia Dosch
Lætitia Dosch, es el nombre de una actriz nacida en 1980, mayormente de comedia y Dramaturga de nacionalidad franco-suiza.

## Filmografía

### Películas
- 2010 : Complices de Frédéric Mermoud
- 2013 : La Bataille de Solférino de Justine Triet : Lætitia
- 2015 : La Belle Saison de Catherine Corsini : Adeline
- 2015 : Mi amor de Maïwenn : Lila
- 2015 : Keeper de Guillaume Senez : Patricia, la madre de Mélanie
- 2016 : Les Malheurs de Sophie de Christophe Honoré : Noémie
- 2016 : La Fine Équipe
- 2016 : Jours de France de Jérôme Reybaud
- 2017 : Jeune Femme de Léonor Serraille : Paula Simonian
- 2018 : Gaspard va au mariage de Antony Cordier : Laura
- 2024 : La historia de Jim : Florence

### Series de televisión
- 2014 : 'Ainsi soient-ils de Bruno Nahon, Vincent Poymiro, Rodolphe Tissot y David Elkaïm : Daphné (Temporada 2, episodio 3, 4 y 5)
- 2014 : Ecrire pour... la trentaine vue par des écrivains : Le Plus petit appartement de Paris de Hélèna Villovitch : Carla